# Timoteu de Sinope
Timoteu (grec antic: Τιμόθεος, llatí: Timotheus) va ser un filòsof grec nadiu de Sinope.
Era seguidor de Patró, el filòsof epicuri. Estrabó l'anomena Τιμόθεον τὸν Πατρίονα, i diu que era un dels personatges més destacats dels nascuts a Sinope.